# ТЭС Зелёна-Гура
ТЭС Зелёна-Гура – тепловая электростанция на западе Польши в долине реки Одра (Любушское воеводство). Первая мощная электростанция в стране, построенная по технологии комбинированного парогазового цикла и рассчитанная на использование природного газа.
Польская энергетика традиционно основана на использовании собственного топлива — угля. В Зеленой Гуре в 1974–1986 годах была построена теплоэлектроцентраль в составе 6 водогрейных и 4 паровых котлов, ориентированная прежде всего на поставку тепловой энергии, но также оснащенная двумя блоками электрической мощностью 11 МВт и 13 МВт (введенными в эксплуатацию в 1976 и 1996 годах).
В 1990-х годах на западе Польши были обнаружены залежи низкокалорийного природного газа, характеристики которого объясняются значительным содержанием азота. Для их использования решили построить на площадке ТЭС Зелена Гура парогазовый блок и проложить для его обеспечения паливом газопровод из Косцян длиной 96 км. Строительные работы начались в 2002 году, а через два года новый энергоблок был введен в эксплуатацию. Он оснащен газовой турбиной компании General Electric типа 9001E мощностью 126 МВт и паровой Alstom типа 7-CK-65 мощностью 72 МВт. Помимо электроэнергии, блок может поставлять 95 МВт тепла.
В 2012 году была построена новая тепловая часть на природном газе с пятью водогрейными котлами общей мощностью 160 МВт и паровым котлом 7 МВт, предназначенным для покрытия собственных потребностей станции. Это позволило в 2013 году полностью демонтировать старые мощности на угле.
Выдача продукции происходит по ЛЭП, работающей под напряжением 220 кВ.